# مایکل اپلتون
مایکل اپلتون (انگلیسی: Michael Appleton؛ زادهٔ ۴ دسامبر ۱۹۷۵) بازیکن فوتبال اهل بریتانیا است.
از باشگاه‌هایی که در آن بازی کرده‌است می‌توان به باشگاه فوتبال وست برومویچ آلبیون، باشگاه فوتبال پرستون نورث اند، باشگاه فوتبال لینکولن سیتی، باشگاه فوتبال گریمزبی تاون، باشگاه فوتبال منچستر یونایتد، و باشگاه فوتبال ویمبلدون اشاره کرد.